# Marcos Cartum
Marcos Cartum é um arquiteto brasileiro, autor de obras como o Monumento ao Migrante Nordestino, a Praça Memorial 17 de Julho e a Praça das Artes.